# Turen (plaats)
Turen is een bestuurslaag in het regentschap Malang van de provincie Oost-Java, Indonesië. Turen telt 12.975 inwoners (volkstelling 2010).